# Zanqufa
Zanqufa (tiếng Ả Rập: زنقوفة, cũng đánh vần Zanqufeh) là một ngôi làng ở phía tây bắc Syria, một phần hành chính của quận al-Haffah, nằm ở phía đông bắc Latakia. Nó nằm dọc theo rìa phía nam của thành phố al-Haffah. Theo Cục Thống kê Trung ương Syria, Zanqufa có dân số 928 người trong cuộc điều tra dân số năm 2004.
Trong cuộc nổi dậy 1919-20 chống lại sự cai trị của Pháp ở Syria, Zanqufa đã được sử dụng như một căn cứ của các hoạt động du kích và huấn luyện của thủ lĩnh phiến quân Izz ad-Din al-Qassam.